# Miejski Las
Miejski Las [ˈmjɛi̯ski ˈlas] ist ein kleiner Ort in der polnischen Woiwodschaft Ermland-Masuren. Er gehört zur Gmina Mrągowo (Landgemeinde Sensburg) im Powiat Mrągowski (Kreis Sensburg).
Miejski Las liegt in der südlichen Mitte der Woiwodschaft Ermland-Masuren, drei Kilometer südöstlich der Kreisstadt Mrągowo (deutsch Sensburg). Bei dem  Weiler (polnisch Osada) handelt es sich um einen weitgestreckten Ort mit zehn Wohngebäuden, erreichbar von der polnischen Landesstraße 16 (frühere deutsche Reichsstraße 127) in nördlicher Richtung.
Über die Geschichte von Miejski Las sowie über einen eventuellen deutschen Ortsnamen aus der Zeit vor 1945 liegen keinerlei Hinweise oder Belege vor. Der kleine Ort ist heute eine Ortschaft im Verbund der Gmina Mrągowo im Powiat Mrągowski, bis 1998 der Woiwodschaft Olsztyn (Allenstein), seither der Woiwodschaft Ermland-Masuren zugehörig.
Kirchlich gehört Miejski Las evangelischerseits zur Stadt Mrągowo mit der
St.-Trinitatis-Kirche, katholischerseits zur  Pfarrkirche in Kosewo (Kossewen, 1938 bis 1945 Rechenberg).